# John Buffum
 (février 2024).
John Buffum, dit Stuff'em Buffum, né le 10 avril 1943 à Wallingford (Connecticut), est un pilote automobile de rallyes américain. Il est le plus titré des pilotes de rallyes américains, et le seul à avoir remporté des épreuves reconnues sur le continent européen.

## Biographie
John Buffum fait ses études au collège de Middlebury. Il débute dans les compétitions automobiles en 1964, à l'âge de 19 ans à peine, sur MGA, alors qu'il est encore étudiant à Middlebury.
Sa première épouse Vicki Gauntlett est sa copilote en 1966, l'année de leur mariage.
Il termina 12e du Rallye Monte-Carlo en 1969, sur Porsche 911, alors que, dans le cadre de son service militaire, il est encore sous-lieutenant dans l'armée américaine stationnée en Allemagne, après avoir reçu une formation d'ingénieur en mécanique durant la fin de ses études. 
Il retourne aux États-Unis en 1970, pays où les rallyes sont encore quasi inexistants. Il participe alors à quelques épreuves des championnats IMSA et SCCA.
Il a remporté 115 rallyes nationaux américains, ce qui le place en nombre de victoires nationales automobiles juste derrière le belge Gilbert Staepelaere avec 131 consécrations (record mondial), et le péruvien Armin Franulic avec 129 victoires. Il a aussi disputé des courses sur circuits, terminant entre autres huitième des 24 Heures de Daytona en 1971 sur Porsche 914, avec Stephen Behr et Erwin Kremer (de).
Sa carrière en compétition s'achève officiellement en 1987.
Il devient alors directeurs des championnats SCCA PRO Rally series de 1975 à 1987, puis de l'America Rally de 1994 à 1995 (alors nommé SCCA / Michelin PRO Rally series). En 1990, il relance aussi la course de côte du Mont Washington. À la même période, il développe enfin réellement son Libra Racing Team (créé dans les années 1970), basé à Colchester, puis conçoit, avec sa société Vermont Sports Cars, des versions de voitures Hyundai spécialement adaptées pour les courses nord-américaines. Il est également consultant de Subaru pour les mêmes activités. Il crée le Maine Forest Rally, et en 2009, il inaugure la première classe ouverte aux Mitsubishi Evolution X dans les rallyes américains et canadiens.
En 2000, à 57 ans, il s'engage encore exceptionnellement dans le rallye WRC du Portugal, obtenant une 26e place au classement général.
En 2004, à 61 ans, il termine 2e du Rallye Monte-Carlo Historique, toutes catégories confondues.

## Vie privée
Marié une première fois à Vicki Gauntlett, il se remarie en 1980 et devient le beau-père du pilote Paul Choiniere.
Il réside à Colchester (Vermont) depuis de longues années.

## Palmarès
- Coupe d'Amérique du Nord des rallyes (créée en 1976): à 9 reprises (record), en 1976, 1977, 1978, 1980, 1983, 1984, 1985, 1986, et 1987;
- Participation à la victoire de Audi en Coupe des Marques des Rallyes d'Amérique du Nord: 1983, 1984, 1986 et 1987;
- Champion des États-Unis de Rallyes (Championnat des États-Unis des rallyes SCCA ProRally (devenu America Rally depuis 1994): à 11 reprises (record), en 1975, 1977, 1978, 1979, 1980, 1982, 1983, 1984, 1985, 1986, et 1987 (cette dernière année avec l'expérimenté copilote Tom Grimshaw).

### Victoires
- Courses du championnat national américain: 117 victoires (record national, et mondial tous championnats nationaux confondus) - 104 victoires jusqu'en 1987 ;
- Détenteur du record de l'ascension de la Pikes Peak International Hill Climb en 1983 (11 min 36 s 39 - sur Audi Quattro) - détrôné par Michèle Mouton;
- Double vainqueur de la Pikes Peak International Hill Climb: en 1982 et 1983 (en catégorie Unlimited - sur Audi Quattro);
- Rallye La Jornada Trabajosa: 1978 (Californie, avec Stig Blomqvist);
- Rallye de Saxe: en 1983 (championnat de RFA avec Arwin Fisher) sur Audi Quattro A2 du team Schmidt Motorsport
- Rallye de Chypre: en 1984 (championnat d'Europe (copilote Fred Gallagher, sur Audi Quattro A2 du team BF Goodrich Motorsport);
- Rallye Alcan en 1985 (avec Tom Grimshaw et Paul Choiniere), sur Audi 5000 CS Quattro ;
- Rallye de Charlevoix: en 1990 (comme copilote de Paul Choiniere), en 1999 (copilote Lance Smith, sur Mitsubishi Lancer Evo IV), en 2002 (copilote Steven McAulay, sur Hyundai Tiburon 4WD), et en 2011 (à 68 ans - comme pilote de Antoine L'Estage) (ch. du Canada 3 fois, puis ch. du Québec);
- Rallye des Incas: en septembre 1995 (Pérou), sur l'ancienne Audi S2 de Paul Choiniere (copilote Mark Williams);

### Autres performances notables
- 8e aux 24 Heures de Daytona en 1971 sur Porsche 914/6
- 3e au Bryar Motorsports Park en 1972, sur Ford Escort (en championnat Trans-Am, catégorie U2L);
- 3e des 6 Heures Mid-Ohio en 1972 avec Bert Everett, sur Ford Escort (en Championnat IMSA GT; 4e et 5e en 1974 sur BMW 3.0 CSL avec deux équipages);
- 2e du Tour des États-Unis en 1986, sur véhicule 5000S Wagon (derrière Karl Chevalier, lauréat sur Toyota Celica);

### Meilleurs résultats enWRC
- 3e en 1986 et 1988 du Rallye Olympus;
- 4e en 1973 du Rallye Press on Regardless;
- 4e en  1977 du Rallye du Canada;
- 5e en 1984 du Rallye de l'Acropole;
- 6e en 1983 du RAC Rally.

## Distinctions
- Trois fois nommé membre du All-American Race Team idéal annuel, par l'association des journalistes spécialisés américains de la presse écrite et audiovisuelle.
- Introduction au SCCA Hall of Fame: classe 2006.
- Introduction au Vermont Sports Hall of Fame:  classe 2014.
- Grand Maître des Rallyes du Canada (4900 pts (>2000)).